# Ділеу-Ноу
Ділеу-Ноу (рум. Dileu Nou) — село у повіті Муреш в Румунії. Входить до складу комуни Синпаул.
Село розташоване на відстані 263 км на північний захід від Бухареста, 19 км на південний захід від Тиргу-Муреша, 65 км на південний схід від Клуж-Напоки, 133 км на північний захід від Брашова.

## Населення
За даними перепису населення 2002 року у селі проживали 216 осіб.
Національний склад населення села:
| Національність | Кількість осіб | Відсоток |
| -------------- | -------------- | -------- |
| угорці         | 179            | 82,9%    |
| цигани         | 22             | 10,2%    |
| румуни         | 15             | 6,9%     |

Рідною мовою назвали:
| Мова      | Кількість осіб | Відсоток |
| --------- | -------------- | -------- |
| угорська  | 180            | 83,3%    |
| циганська | 21             | 9,7%     |
| румунська | 15             | 6,9%     |